# Косенко, Василий Семёнович
Василий Семёнович Косенко (30 декабря 1894, пос. Сулин, ныне г. Красный Сулин, Ростовская область — 25 июня 1974, Москва) — советский военачальник. Командующий 7-й сапёрной армией (17 июня 1942 — 21 августа 1942), генерал-майор технических войск (4.06.1940).

## Биография
В 1915 году призван в Русскую императорскую армию. Окончил полковую учебную команду в 1916 году. Участвовал в Первой мировой войне на Западном фронте, был помощником командира эскадрона.  
В 1917 году демобилизовался в чине унтер-офицера. В том же 1917 году вступил в Красную гвардию, был выбран бойцами начальником красногвардейского отряда. 
В Красной Армии с февраля 1918 года. Участник Гражданской войны, командовал 1-м Коммунистическим кавалерийским полком на Южном фронте. Воевал против войск генерала П. Н. Врангеля.
В межвоенный период — командир кавалерийского полка, командир кавалерийской бригады, начальник Управления военно-строительных работ в Украинском и в Приволжском военных округах. Тогда же окончил Высшую кавалерийскую школу Республики (отделение командиров полков) в 1922 году, курсы усовершенствования высшего начальствующего состава при Военной академии РККА имени М. В. Фрунзе в 1926 году. 
С августа 1936 года — начальник завода № 2 военно-строительного управления. 
С апреля 1938 года исполнял должность начальника Приволжского окружного военно-строительного управления Главвоенстроя при СНК СССР. 
С весны 1939 года  начальник Сибирского окружного военно-строительного управления.
Участник Великой Отечественной войны. 
С 17 июня 1942 года — командующий 7-й саперной армией, части которой на Сталинградском фронте сооружали оборонительный рубеж в Ростовской области по левому берегу Дона, оборонительный обвод вокруг Сталинграда. Участник Воронежско-Ворошиловградской и Сталинградской оборонительных операций. Особенно части армии проявили себя при прорыве немецких войск к Сталинграду, когда под немецким огнём и непрерывными бомбардировками строили противотанковые районы обороны, огневые позиции для артиллерии и зенитных средств, создавали системы инженерных заграждений, выполняли задания по маскировке и многие другие.
После расформирования саперных армий в сентябре 1942 года назначен начальник 26-го управления оборонительного строительства (УОС). 
В ноябре 1942 года стал начальником инженерных войск 62-й армии Донского фронта. Позднее был начальником 36-го УОС и 25-го УОС. Внёс вклад в победу советских войск в Сталинградской битве.
Как отмечалось в аттестации на начальника 25-го УОС генерал-майора технических войск В. С. Косенко, «он значительно улучшил работу вверенных ему инженерных войск, добился больших успехов по устройству и оборудованию сталинградских и волжских рубежей. Оборудованные силами УОС-25 баррикады и батальонные районы обороны в самом Сталинграде и на его окраинах сыграли значительную роль в обороне города. Успешное выполнение поставленных перед УОС-25 задач стало возможным благодаря настойчивой, неуклонной борьбе за высокую воинскую дисциплину». .
Во время битвы за Днепр осенью 1943 года УОС под его руководством в кратчайшие сроки построило два высоководных моста через Днепр в районе Кременчуга, а во время Уманско-Ботошанской наступательной операции весной 1944 года – такой же мост через Днестр. В условиях отсутствия доставки к фронту строительных материалов работы были выполнены из местных материалов.  
В 1944-1945 годах 25 УОС генерала Косенко действовало в интересах 2-го Украинского фронта. Во время Будапештской наступательной операции оно в кратчайший срок построило мосты через Дунай и другие реки.
После войны генерал В. С. Косенко оставался на той же должности. 
С декабря 1947 года — начальник управления строительства Центрального полигона ВМС СССР. 
С августа 1948 года — вновь начальник 25-го управления инженерных работ оборонительного строительства, позднее возглавлял 27-е и 32-е управления инженерных работ. 
С августа 1951 — помощник командующего войсками Московского района ПВО по строительству и расквартированию войск. 
С февраля 1955 года в отставке.
Жил в Москве. 
Скончался 25 июня 1974 года. Похоронен на Введенском кладбище (29 уч.).

## Награды
- Два ордена Ленина (14.06.1944, 21.02.1945)[1]
- Два ордена Красного Знамени (3.11.1944, 13.06.1962)
- Два ордена Отечественной воины 1-й степени (22.03.1943, 28.04.1945)
- Орден Красной Звезды
- Медаль «За оборону Сталинграда»
- Медаль «За оборону Кавказа»
- Медаль «За взятие Будапешта»
- Другие медали